# Eleição municipal de Belford Roxo em 2016
A eleição municipal de Belford Roxo em 2016 ocorreu em 2 de outubro para eleger um prefeito, um vice-prefeito e 25 vereadores no município de Belford Roxo, no estado brasileiro de Rio de Janeiro. Foram eleitos os deputados estaduais Wagner dos Santos Carneiro, o Waguinho (Partido do Movimento Democrático Brasileiro) e Marcio Correia de Oliveira, o Márcio Canella (Partido Social Liberal) para os cargos de prefeito(a) e vice-prefeito(a), respectivamente.
Como nenhum dos candidatos ao cargo majoritário recebeu mais da metade do votos válidos, houve um novo escrutínio entre Dr. Deodalto (DEM) e Wagner dos Santos Carneiro, o Waguinho (PMDB), em 30 de outubro de 2016, que foi oficializado após decisão do TRE-RJ em 10 de outubro, já que a candidatura de Deodalto estava indeferida e foi validada após um recurso, o que levou a chapa de Waguinho a ser declarada eleita ainda em primeiro turno. No segundo turno, Waguinho foi eleito com 56,99% dos votos válidos, contra 43,01% de Deodalto. Seguindo a Constituição, os candidatos são eleitos para um mandato de quatro anos a se iniciar em 1º de janeiro de 2017. A decisão para os cargos da administração municipal, segundo o Tribunal Superior Eleitoral, contou com 328.777 eleitores aptos e 64.489 abstenções, de forma que 19,61% do eleitorado não compareceu às urnas naquele turno.Já no segundo turno, foram contabilizadas 83.437 ausências, configurando 25,38% de abstenções.

## Antecedentes
Na eleição municipal de 2012, Dennis Dauttmam, candidato do PCdoB e da coligação "Sempre Belford Roxo", derrotou Waguinho, então candidato do PRTB, no segundo turno. Dennis Dautmman já estava na liderança no primeiro turno com 40,93% dos votos e venceu as eleições com 61,46% dos votos úteis.

## Campanha
O mandato de Waguinho em Belford Roxo foi marcado por uma campanha cuja prioridade era a melhoria da área de saúde. Dentre as promessas feitas pelo prefeito estava a reforma e reestruturação do hospital do Joca, ou seja, a criação de uma CTI, UTI e também da primeira maternidade da cidade. Waguinho e seu vice, também prometeram a redução no número de  secretarias, investimentos em iluminação, saneamento básico e o fortalecimento da guarda municipal. Waguinho também previu uma parceria com o governo federal, que na época era dirigido pelo PMDB.[carece de fontes?]

## Resultados

### Eleição municipal de Belford Roxo em 2016 para Prefeito - 1º turno
A eleição para prefeito contou com 6 candidatos em 2016.
| Candidato(a)                           | Vice                                     | Coligação                                                                       | Votos recebidos | Percentual |
| -------------------------------------- | ---------------------------------------- | ------------------------------------------------------------------------------- | --------------- | ---------- |
| Waguinho (PMDB)                        | Márcio Canella (PSL)                     | Unidos para Mudar Belford Roxo (PMDB/PSL/PRB/PDT/PR/PT/PV/PRTB/PTN/PSC/PPS/PPL) | 102.777         | 49,46%     |
| Dr. Deodalto (DEM)                     | Sergio Lins (PSB)                        | A Verdadeira Mudança (DEM/PSDC/PHS/PMN/PMB/PSB/PSD/PROS/PRP/SD)                 | 65.955          | 31,74%     |
| Sulamita do Carmo da Silva (Sula) (PP) | Carlos Eduardo Pereira da Silva (PP)     | Uma Nova Esperança (PP/PTdoB)                                                   | 26.457          | 12,73%     |
| Dr. Alcides Rolim (PSDB)               | Isaac Soares da Silva (PSDB)             | Partido da Social Democracia Brasileira (sem coligação)                         | 5.820           | 2,80%      |
| Teixeira do Carvão (PEN)               | Emerson de Deus (PEN)                    | Partido Ecológico Nacional (sem coligação)                                      | 3.444           | 1,66%      |
| Nielson Bezerra (PSOL)                 | Lucio Mauro Rodrigues de Oliveira (PSOL) | Partido Socialismo e Liberdade (sem coligação)                                  | 3.350           | 1,61%      |
| Professora Elizabeth (REDE)            | Ana Medeiros Silva (REDE)                | Rede Sustentabilidade (sem coligação)                                           | 0               | 0%         |

### Eleição municipal de Belford Roxo em 2016 para Prefeito - 2º turno
A decisão para o cargo de prefeito e vice-prefeito ocorreu no segundo turno da eleição. A disputa entre os candidatos Q61873359 do Movimento Democrático Brasileiro (1980) e Deodalto José Ferreira do Democratas (Brasil) e seus respectivos vices, Marcio Correia de Oliveira e Sergio Lins da Silva, foi decidida em 30 de outubro de 2016 com a apuração pelo Tribunal Superior Eleitoral de 205 918 votos, excluindo 9 865 votos brancos e 29 557 votos nulos. A chapa de venceu com 56.99% dos votos válidos. Houve 25.38% de abstenções no segundo turno.
| Candidato(a)       | Vice                 | Coligação                                                                       | Votos recebidos | Percentual |
| ------------------ | -------------------- | ------------------------------------------------------------------------------- | --------------- | ---------- |
| Waguinho (PMDB)    | Márcio Canella (PSL) | Unidos para Mudar Belford Roxo (PMDB/PSL/PRB/PDT/PR/PT/PV/PRTB/PTN/PSC/PPS/PPL) | 117352          | 56.99%     |
| Dr. Deodalto (DEM) | Sergio Lins (PSB)    | A Verdadeira Mudança (DEM/PSDC/PHS/PMN/PMB/PSB/PSD/PROS/PRP/SD)                 | 88566           | 43.01%     |

### Eleição municipal de Belford Roxo em 2016 para Vereador
Na decisão para o cargo de vereador na eleição municipal de 2016, foram eleitos 25 vereadores com um total de 221 956 votos válidos. O Tribunal Superior Eleitoral contabilizou 12 720 votos em branco e 29 612 votos nulos. De um total de 328 777 eleitores aptos, 64 489 (19.61%) não compareceram às urnas no primeiro turno.
| Nome                                 | Partido político                                | Coligação                                                | Votos recebidos | Percentual |
| ------------------------------------ | ----------------------------------------------- | -------------------------------------------------------- | --------------- | ---------- |
| Marco Aurélio de Almeida Gandra      | Partido Democrático Trabalhista (PDT)           | Partido Democrático Trabalhista (sem coligação)          | 5353            | 2.41%      |
| Elvis Alves Jacob                    | Partido Social Liberal (PSL)                    | Partido Social Liberal (sem coligação)                   | 3721            | 1.68%      |
| Marcio Cardoso Pagniez               | Partido Social Liberal (PSL)                    | Partido Social Liberal (sem coligação)                   | 3491            | 1.57%      |
| Antonio Luiz Tayano Dias             | Movimento Democrático Brasileiro (MDB)          | Movimento Democrático Brasileiro (sem coligação)         | 2866            | 1.29%      |
| Luiz Eduardo Santos de Araujo        | Partido Republicano Brasileiro (PRB)            | Partido Republicano Brasileiro (sem coligação)           | 2836            | 1.28%      |
| Fabio Augusto de Oliveira Brasil     | Partido Comunista do Brasil (PCdoB)             | Sempre Belford Roxo                                      | 2832            | 1.28%      |
| Rodrigo Ferreira Frasco              | Partido Renovador Trabalhista Brasileiro (PRTB) | Partido Renovador Trabalhista Brasileiro (sem coligação) | 2682            | 1.21%      |
| Jader Pereira de Oliveira            | Movimento Democrático Brasileiro (MDB)          | Movimento Democrático Brasileiro (sem coligação)         | 2613            | 1.18%      |
| Antonio Rubem Medeiros Junior        | Partido Democrático Trabalhista (PDT)           | Partido Democrático Trabalhista (sem coligação)          | 2601            | 1.17%      |
| Cristiano Santos Hermogenes          | Partido Trabalhista Brasileiro (PTB)            | Sempre Belford Roxo                                      | 2567            | 1.16%      |
| Eliandro Ferreira do Vale            | Partido Social Liberal (PSL)                    | Partido Social Liberal (sem coligação)                   | 2463            | 1.11%      |
| Nelci Cesario Praça                  | Partido Trabalhista Brasileiro (PTB)            | Sempre Belford Roxo                                      | 2451            | 1.1%       |
| Rodrigo Ferreira Gomes               | Movimento Democrático Brasileiro (MDB)          | Movimento Democrático Brasileiro (sem coligação)         | 2411            | 1.09%      |
| Francisco Jucier Barbosa de Oliveira | Avante (AVANTE)                                 | Somos Roxo por Belford Roxo                              | 2217            | 1%         |
| Armando Rosa Penelis                 | Partido da Mobilização Nacional (PMN)           | Unidos Para Mudar                                        | 2168            | 0.98%      |
| Ericsson Glaucio Ribeiro de Lima     | Avante (AVANTE)                                 | Somos Roxo por Belford Roxo                              | 2134            | 0.96%      |
| Angelo Luiz Baptista Ramos           | Partido Democrático Trabalhista (PDT)           | Partido Democrático Trabalhista (sem coligação)          | 2025            | 0.91%      |
| Alvaro Cardoso Junior                | Partido Verde (PV)                              | Partido Verde (sem coligação)                            | 2015            | 0.91%      |
| Kenia de Souza Gonçalves dos Santos  | Podemos (PODE)                                  | Podemos (sem coligação)                                  | 1789            | 0.81%      |
| Cristiane de Carvalho Leonardo       | Partido Socialista Brasileiro (PSB)             | Partido Socialista Brasileiro (sem coligação)            | 1609            | 0.72%      |
| Ana Lucia Silva Correa               | Movimento Democrático Brasileiro (MDB)          | Movimento Democrático Brasileiro (sem coligação)         | 1598            | 0.72%      |
| Juarez Duarte                        | Movimento Democrático Brasileiro (MDB)          | Movimento Democrático Brasileiro (sem coligação)         | 1597            | 0.72%      |
| Julio Cesar Lourenço da Silva        | Podemos (PODE)                                  | Podemos (sem coligação)                                  | 1414            | 0.64%      |
| Enira Candido de Souza               | Democratas (DEM)                                | Unidos Para Mudar                                        | 1353            | 0.61%      |
| Cristiane Rodrigues Guedes           | Partido Progressista (PP)                       | Somos Roxo por Belford Roxo                              | 1307            | 0.59%      |

## Análise
Após perder para Dauttman no segundo turno das eleições de 2012, Waguinho voltou a concorrer para o cargo de prefeito em 2016, ganhando, também no segundo turno, de seu concorrente Dr. Deodalto com 56,99% dos votos. A liderança de Waguinho se manteve desde o primeiro turno, o qual o presidente venceu com pouco menos da metade dos votos úteis (49,46%). 
A vitória de Waguinho, e de outros prefeitos ligados ao PMDB, mostra que, em 2017, o partido manteve o poder do interior do Rio de Janeiro. Segundo uma matéria publicada pelo jornal O Globo o PMDB foi o partido que mais conquistou prefeituras no Estado.